# Colnbrook with Poyle
Colnbrook with Poyle är en civil parish i Storbritannien.   Den ligger i kommunen Borough of Slough och riksdelen England, i den södra delen av landet, 27 km väster om huvudstaden London.